# بيتر داتون
بيتر داتون (مواليد 18 نوفمبر 1970) هو سياسي أسترالي يشغل منصب زعيم الحزب الليبرالي الأسترالي منذ مايو 2022، سبق له أن شغل منصب وزير الدفاع في حكومة سكوت موريسون.